# CeBIT

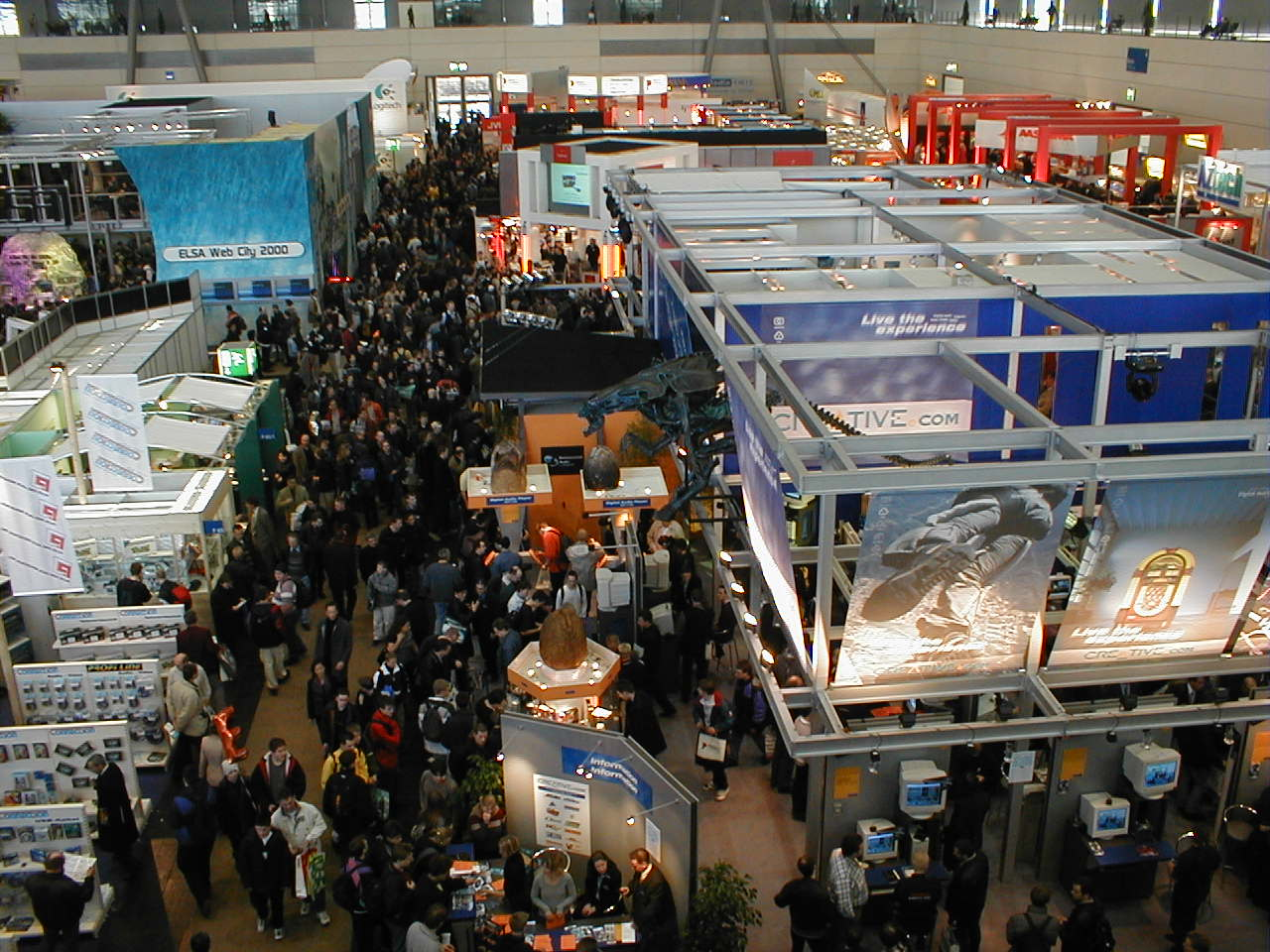
Un hall d'exposition durant le CeBIT 2000.

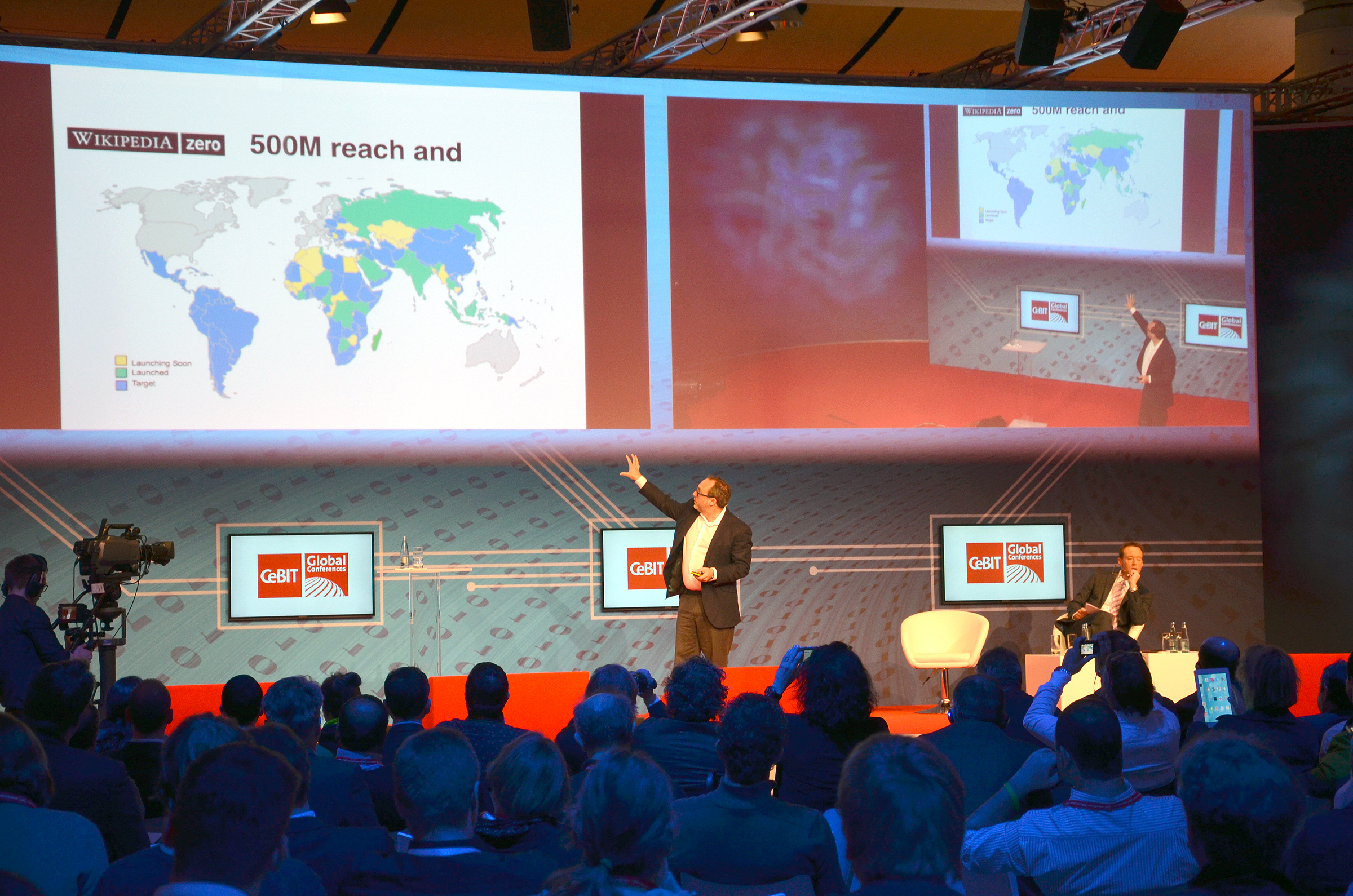
Jimmy Wales présente Wikipedia Zero au CeBIT 2014

Le CeBIT (acronyme allemand de Centrum für Büroautomation, Informationstechnologie und Telekommunikation, en français « salon des technologies de l'information et de la bureautique ») est le plus grand salon pour les technologies de l'information au monde. Il s'est tenu de 1986 à 2018 au parc d'exposition de Hanovre, en Allemagne.
Il fut créé à la même époque que le Sicob français, qui partageait les mêmes objectifs, mais eut à la différence de celui-ci une croissance exponentielle régulière depuis sa création. Une des clés de ce succès est sa logistique sans faille : on peut ainsi arriver au CeBIT à tout moment sans réservation, une des très nombreuses opératrices du salon, outre de fournir une entrée, grâce à une base de données se charge de trouver un hébergement comme une chambre à prix modéré chez l'habitant, et remet au nouveau visiteur la liste des transports à emprunter entre son logement et le CeBIT.
Environ 15 % des conférences et présentations s'y font en allemand, le reste en anglais.
Il faisait partie de la Hannover Messe.

## Éditions

### Édition 2007
L'édition 2007 est consacrée à la Russie. Mais cette édition, qui se déroule en mars, risque de marquer le pas sur les éditions précédentes. Plusieurs acteurs de la téléphonie mobile (Nokia, Motorola) et d'autres acteurs majeurs des hautes technologies (Apple, Philips, Canon)) ont décidé de ne pas être présents cette année. Des observateurs estiment que cela est dû au fait que le salon est devenu trop grand public et attire moins de professionnels.

### Édition 2008
Présentation des premiers écrans TV de technologie OLED mesurant 31 pouces (ayant donc enfin des dimensions assez importantes pour faire office d'écrans TV grand public).
Ces écrans de marque Samsung, équipés de la technologie OLED, sont destinés à remplacer les écrans TV équipés des technologies actuelles : plasma, LCD, et LED.
En effet, la technologie OLED n'offre que des avantages vis-à-vis des technologies actuelles (angle de vision quasi total, rémanence quasi absente, burn-in inexistant, contrastes extrêmement élevés, meilleur rendu des couleurs, faible consommation électrique).
Les deux désavantages initiaux de la technologie OLED semblant être corrigés (durée de vie largement augmentée passant de 14 000 heures à plus de 35 000 heures, confinement hermétique de l'écran à cause de la sensibilité à l'humidité des OLED).

### Édition 2009
L'année 2009 est marquée par la crise économique qui touche également le secteur. Des constructeurs tels Toshiba ou encore Samsung sont ainsi absents du salon.
- Mardi 3 mars 2009 : 
  - Ouverture à Hanovre du plus grand Salon européen des nouvelles technologies, le CeBIT. Quelque 4 300 entreprises de l'informatique et des télécommunications y présentent leurs derniers produits. La réduction de l'impact de l'informatique sur l'environnement est un des thèmes forts de cette édition 2009, l'espace consacré aux « technologies vertes » est cinq fois plus important qu'en 2008.
  - Selon l'Office allemand pour la sécurité informatique, qui a présenté son rapport annuel à l'occasion du CeBIT, la cybercriminalité en Allemagne, qu'il s'agisse d'envoi de courriers électroniques indésirables (spams) ou de piratage d'ordinateurs à distance, a pris une dimension « catastrophique », « la situation est sérieuse, elle est encore plus catastrophique que nous ne le redoutions ». L'Office a constaté une augmentation importante du nombre des spams, et assure être confronté moins à des pirates informatiques isolés qu'à des organisations relevant du crime organisé dont les gains se chiffrant « en milliards d'euros ». Il a aussi appelé dans son rapport à la plus grande prudence concernant les réseaux de sociabilité par internet du type Facebook, via lesquels des criminels peuvent accéder facilement à des informations privées.

## Statistiques
Données 2006
- 6 200 exposants de 70 pays.

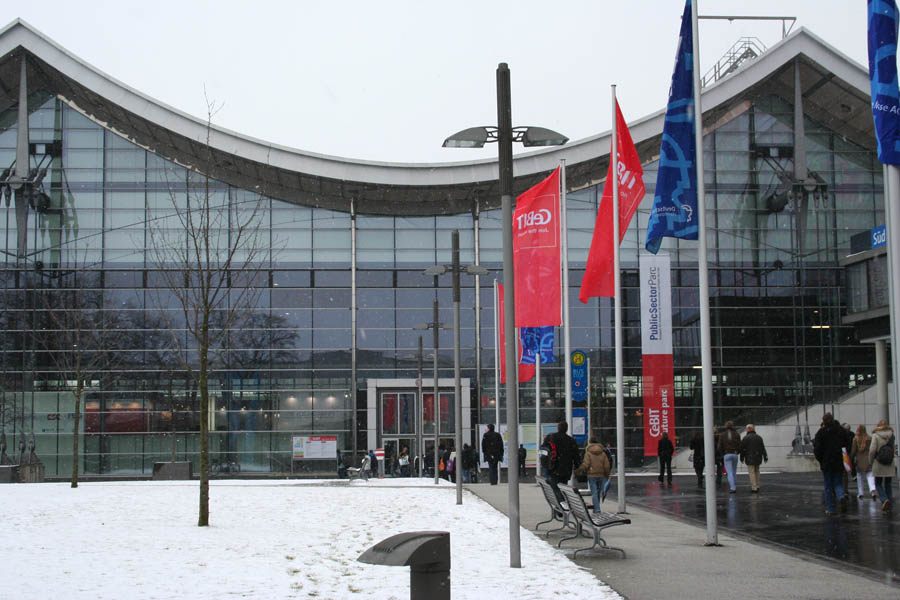
Vue de l'extérieur durant le Cebit 2006.

- 434 000 visiteurs dont 104 000 étrangers, ce qui fait du CeBIT la première manifestation mondiale, devant ses homologues d'Amérique du Nord.

Le CeBIT 2006 avait pour thème Digital Solutions for Work & Life (« Solutions numériques au travail et dans la vie »).

## Autres salons
Le Cebit est en concurrence avec plusieurs autres salons mondiaux :
- Consumer Electronics Show de Las Vegas revendiquant 97 000 visiteurs ;
- COMDEX
- IFA de Berlin, 225 000 visiteurs ;
- Computex de Taipei ;
- Photokina de Cologne.